# Azahar

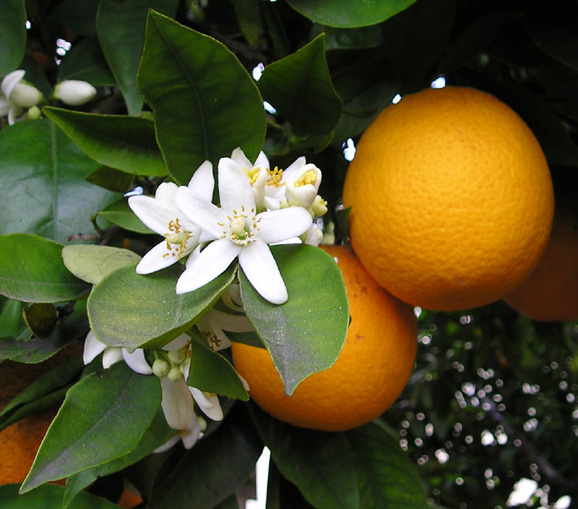
Azahar en un naranjo

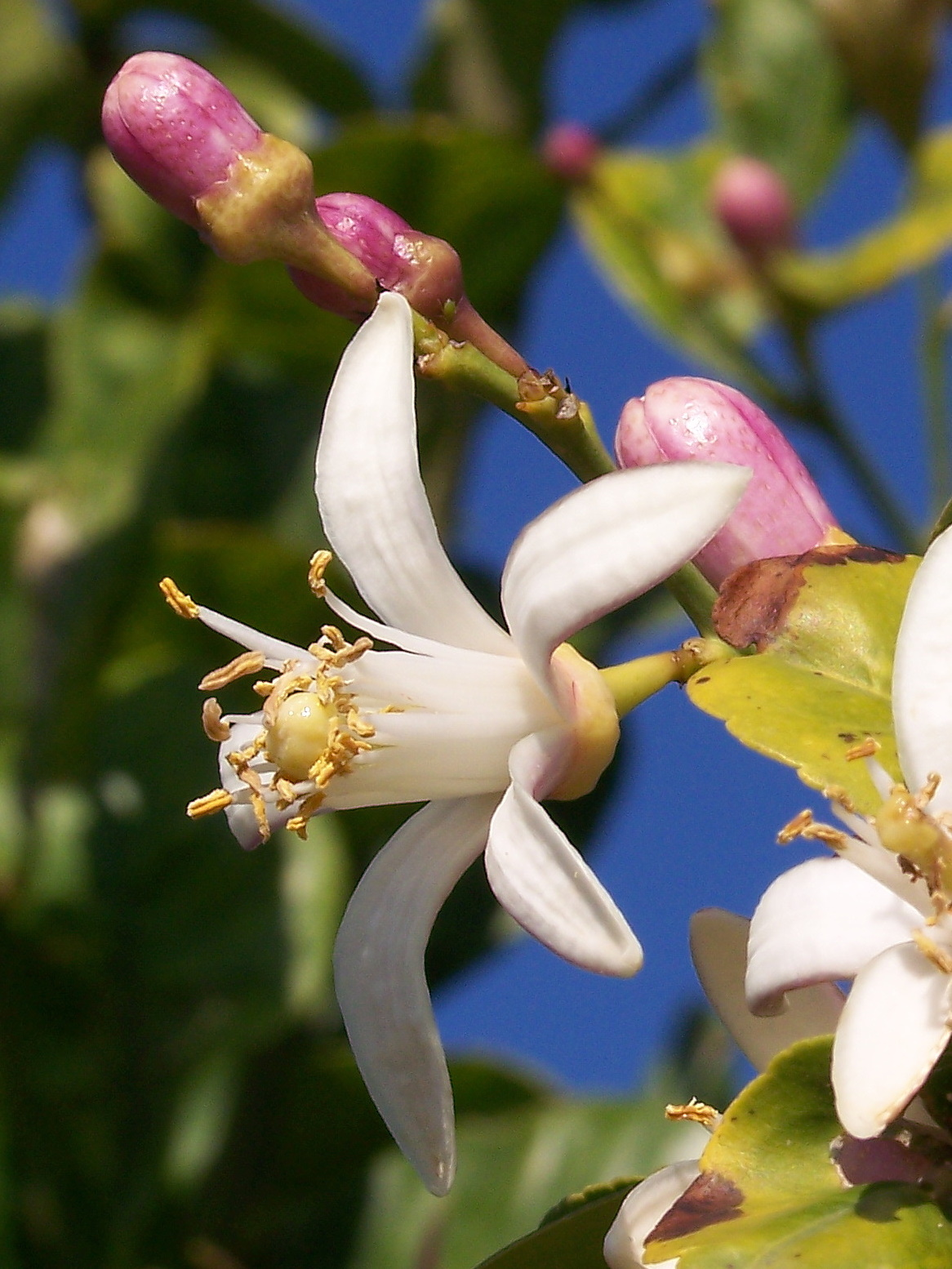
Flor de azahar de limonero (detalle y botones)

El nombre procede del árabe hispánico azzahár, y este, del árabe clásico zahr "flores" y significa flor blanca, y por antonomasia, la del naranjo, limonero y cidro. Se asocia popularmente a la flor de naranjo, la más apreciada de todas por su belleza, aroma y propiedades, las cuales son tradicionalmente consideradas terapéuticas.
Es ingrediente esencial en varias infusiones por sus propiedades sedantes. De la flor de azahar se destila también aceite esencial, aceite de flores de naranjo o neroli.
Este tipo de flor puede observarse durante la época primaveral no solo en los campos de cultivo de las citadas especies, sino también en las calles y plazas de muchas ciudades españolas (especialmente Valencia, Murcia, Málaga, Córdoba y Sevilla), donde se utiliza como árbol ornamental y su agradable fragancia invade el ambiente urbano. En Andalucía y la Región de Murcia se suele relacionar además con la Semana Santa, ya que suele brotar en los días que anteceden a la misma, mientras que en la Comunidad Valenciana se la asocia a la flor nacional del territorio.

## Usos medicinales

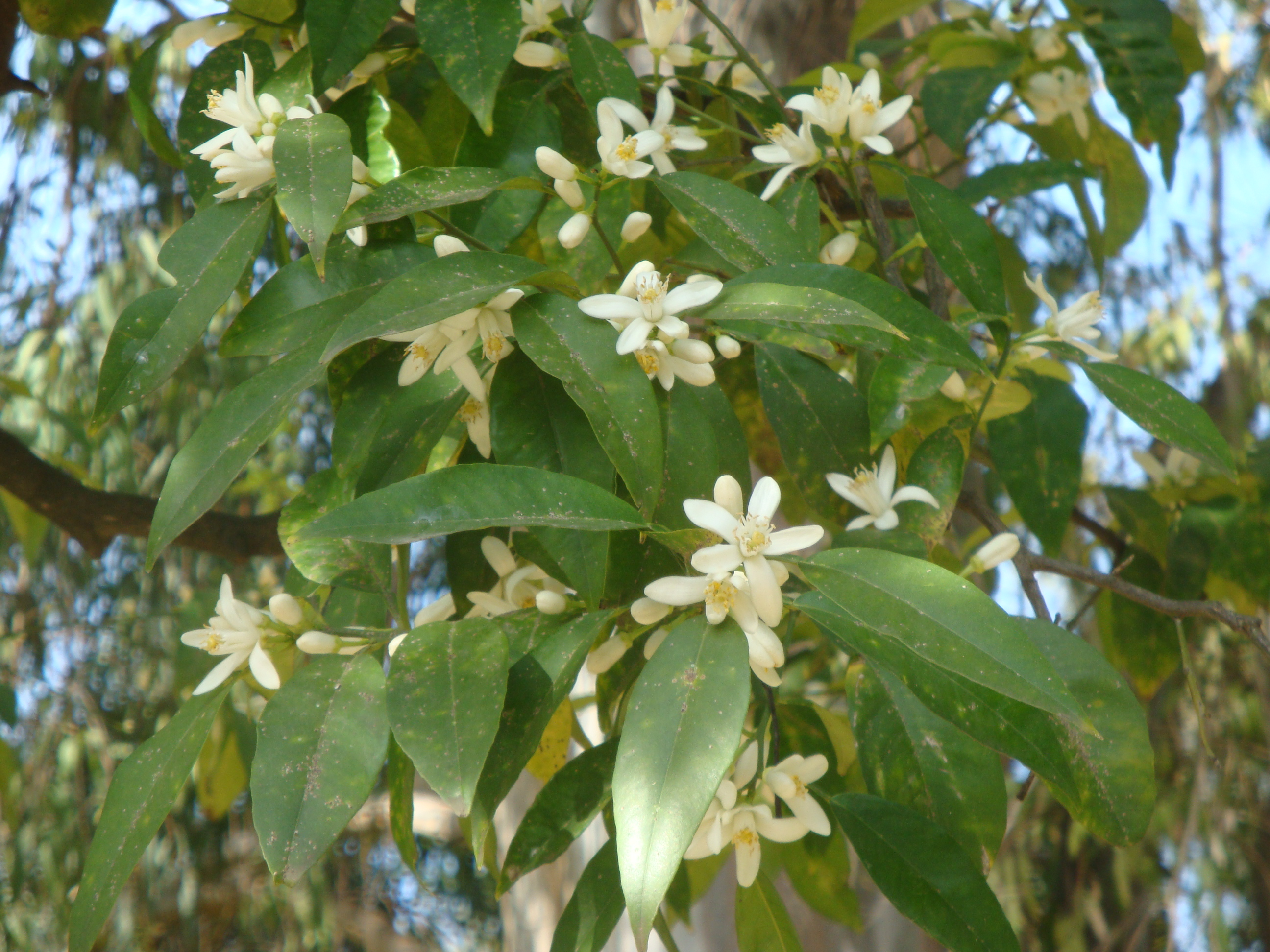
Flores de azahar en un naranjo. Parque de María Luisa, Sevilla, España.

En general, sus efectos calmantes ayudan a eliminar molestias causadas por nervios. El agua de azahar (una infusión de pétalos secos de azahar) es empleada como remedio tradicional contra desmayos. También ha sido empleada durante siglos como remedio casero para las molestias menstruales.
Infusiones con otras hierbas como tilo o manzanilla son conocidas tradicionalmente como remedios contra las molestias estomacales y los dolores de cabeza.
Principios activos: Flores: Aceite esencial de "neroli" (0,15 %): limoneno, linalol, nerol, metil antranilato. Hojas: Aceite esencial de "petit grain" (0,15 %), heterósidos flavónicos, principio amargo. Pulpa: Ácidos orgánicos (cítrico, málico, ascórbico), azúcares. Pericarpio: Aceite esencial (0,5 %), rico en limoneno, aldehídos; cumarina: aurapteno; pectinas.
Indicaciones: Las flores presentan una acción sedante, ligeramente hipnótica y espasmolítica, aperitivo-eupéptica y aromatizante. Los frutos tienen propiedades como vitamínicos, por su riqueza en ácido ascórbico, y laxantes. La pectina le confiere propiedades como antidiarréico e hipocolesterolemiante. El pericarpio y también las hojas actúan como venotónico y vasoprotector; los principios amargos son responsables de su efecto aperitivo y eupéptico. Las flores se utilizan para ansiedad, insomnio, espasmos gastrointestinales o distonías neurovegetativas.
Indicado con gastritis, úlcera gastroduodenal (frutos). Abstenerse de prescribir aceites esenciales por vía interna durante el embarazo, la lactancia, a niños menores de seis años o a pacientes con gastritis, Parkinson u otras enfermedades neurológicas. No administrar, ni aplicar tópicamente a niños menores de seis años ni a personas con alergias respiratorias o con hipersensibilidad conocida a este u otros aceites esenciales. No exponer la piel al sol tras la aplicación de aceite esencial (sobre todo las personas con pieles sensibles): puede producir un fenómeno de fotosensibilización.
Debido a las propiedades mencionadas anteriormente, los beneficios del Azahar usado como planta medicinal son los siguientes:
- Actúa como sedante natural, ideal para problemas de insomnio.
- Ayuda a reducir el dolor estomacal.
- Ayuda con problemas digestivos, tales como el chorrillo.

## Otros usos
El perfume de azahar, o agua de colonia, es también usado tradicionalmente como perfume casero; se crea mediante la maceración de pétalos de la flor en alcohol. En cosmética, se utiliza como tónico facial y desmaquillante.
El agua de azahar, producto de la destilación de la flor de naranjo agrio, se utiliza también en repostería para dar un especial aroma a ciertos postres y masas pasteleras, por ejemplo las que se usan para preparar el "pan de muerto" en México o el "roscón de Reyes" en España.